# Vòng loại Cúp bóng đá U-17 châu Á 2025
Vòng loại Cúp bóng đá U-17 châu Á 2025 là giải đấu bóng đá nam quốc tế dưới 17 tuổi được Liên đoàn bóng đá châu Á (AFC) tổ chức để xác định các đội tuyển giành quyền tham dự Cúp bóng đá U-17 châu Á 2025.
Tổng cộng 16 đội tuyển giành quyền tham dự vòng chung kết, bao gồm cả đội Ả Rập Xê Út đủ điều kiện tham dự với tư cách chủ nhà.

## Bốc thăm
Trong tổng số 47 đội tuyển đến từ các liên đoàn thành viên của AFC, có tổng cộng 44 đội tuyển tham gia vòng loại. Ả Rập Xê Út không tham dự vòng loại do đã là chủ nhà của vòng chung kết.
Lễ bốc thăm được tổ chức vào lúc 14:00 (GMT+08:00) ngày 13 tháng 6 năm 2024 tại tòa nhà AFC ở Kuala Lumpur, Malaysia.
43 đội tuyển được chia thành 10 bảng đấu, với 3 bảng 5 đội và 7 bảng 4 đội. Các đội tuyển được xếp thành các nhóm hạt giống dựa trên thành tích tại vòng loại và vòng chung kết của Cúp bóng đá U-17 châu Á 2023 (thứ hạng tổng thể được hiển thị trong ngoặc đơn; NR là viết tắt của các đội tuyển không được xếp hạng). Một hạn chế khác cũng được áp dụng, với mười đội tuyển đóng vai trò là chủ nhà của các bảng đấu vòng loại sẽ được bốc thăm và chia vào các bảng riêng biệt.
| Nhóm 1 | Nhóm 2 | Nhóm 3 | Nhóm 4 | Nhóm 5                                               |
| --- | --- | --- | --- | ---------------------------------------------------- |
| 1. Nhật Bản 2. Hàn Quốc 3. Uzbekistan 4. Iran 5. Yemen 6. Úc 7. Thái Lan (H) 8. Malaysia 9. Afghanistan 10. Tajikistan | 1. Ấn Độ 2. Trung Quốc (H) 3. Việt Nam (H) 4. Qatar (H) 5. Lào (H) 6. Indonesia 7. Bangladesh 8. Oman 9. Jordan (H) 10. Iraq | 1. Syria 2. UAE 3. Kuwait (H) 4. Kyrgyzstan 5. Đài Bắc Trung Hoa (H) 6. Singapore (H) 7. Mông Cổ 8. Campuchia (H) 9. Brunei 10. Bahrain | 1. Turkmenistan 2. Palestine 3. Nepal 4. Myanmar 5. Bhutan 6. Hồng Kông 7. Quần đảo Bắc Mariana 8. Liban (W) 9. Guam 10. Philippines | 1. Maldives 2. CHDCND Triều Tiên (NR) 3. Ma Cao (NR) |

Ghi chú
- Các đội in đậm vượt qua vòng loại cho vòng chung kết.
- (H): Chủ nhà cho các bảng đấu của vòng loại
- (W): Rút lui sau khi đã bốc thăm chia bảng

| - Đông Timor - Pakistan - Sri Lanka |

## Tư cách cầu thủ
Các cầu thủ sinh từ sau ngày 1 tháng 1 năm 2008 có đủ điều kiện tham gia giải đấu.

## Lịch thi đấu
Các trận đấu diễn ra từ ngày 19 đến ngày 27 tháng 10 năm 2024.
| —          | Bảng A-C             | Bảng A-C     | Bảng D-G, I, J       | Bảng D-G, I, J | Bảng H               | Bảng H   |
| —          | Ngày                 | Trận đấu     | Ngày                 | Trận đấu       | Ngày                 | Trận đấu |
| ---------- | -------------------- | ------------ | -------------------- | -------------- | -------------------- | -------- |
| Lượt đấu 1 | 19 tháng 10 năm 2024 | 3 v 2, 5 v 4 | 23 tháng 10 năm 2024 | 1 v 4, 2 v 3   | 23 tháng 10 năm 2024 | 3 v 1    |
| Lượt đấu 2 | 21 tháng 10 năm 2024 | 4 v 1, 5 v 3 | 25 tháng 10 năm 2024 | 4 v 2, 3 v 1   | 25 tháng 10 năm 2024 | 2 v 3    |
| Lượt đấu 3 | 23 tháng 10 năm 2024 | 1 v 5, 2 v 4 | 27 tháng 10 năm 2024 | 1 v 2, 3 v 4   | 27 tháng 10 năm 2024 | 1 v 2    |
| Lượt đấu 4 | 25 tháng 10 năm 2024 | 2 v 5, 3 v 1 | —                    | —              | —                    | —        |
| Lượt đấu 5 | 27 tháng 10 năm 2024 | 4 v 3, 1 v 2 | —                    | —              | —                    | —        |

## Các bảng
Trong mỗi bảng, các đội thi đấu vòng tròn một lượt tại một địa điểm tập trung. 10 đội đầu bảng và 5 đội nhì bảng có thành tích tốt nhất sẽ lọt vào vòng chung kết.
Các tiêu chí
Các đội được xếp hạng theo điểm (thắng 3 điểm, hòa 1 điểm, thua 0 điểm), và nếu bằng điểm, các tiêu chí sau đây sẽ được áp dụng theo thứ tự để xác định thứ hạng (Quy định Điều 7.3):
1. Điểm trong các trận đối đầu giữa các đội bằng điểm;
2. Hiệu số bàn thắng bại trong các trận đối đầu giữa các đội bằng điểm;
3. Bàn thắng ghi được trong các trận đối đầu giữa các đội bằng điểm;
4. Nếu có nhiều hơn hai đội bằng điểm và sau khi áp dụng tất cả các tiêu chí đối đầu ở trên, một nhóm nhỏ các đội vẫn còn bằng điểm nhau, tất cả các tiêu chí đối đầu ở trên sẽ được áp dụng lại riêng cho nhóm phụ này;
5. Hiệu số bàn thắng bại trong tất cả các trận đấu bảng;
6. Bàn thắng được ghi trong tất cả các trận đấu bảng;
7. Sút luân lưu nếu chỉ có hai đội bằng điểm và gặp nhau ở lượt đấu cuối cùng của vòng bảng;
8. Điểm kỷ luật (trừ 1 điểm đối với thẻ vàng, trừ 3 điểm đối với thẻ đỏ gián tiếp [hai thẻ vàng], trừ 3 điểm đối với thẻ đỏ trực tiếp, trừ 4 điểm đối với thẻ vàng và thẻ đỏ trực tiếp sau đó);
9. Bốc thăm.

### Bảng A
- Tất cả các trận đấu được tổ chức tại Jordan.
- Thời gian được liệt kê là UTC+3.

| VT | Đội                   | ST | T | H | B | BT | BB | HS  | Đ  | Giành quyền tham dự |
| -- | --------------------- | -- | - | - | - | -- | -- | --- | -- | ------------------- |
| 1  | CHDCND Triều Tiên (Q) | 4  | 4 | 0 | 0 | 17 | 4  | +13 | 12 | Vòng chung kết      |
| 2  | Iran (Q)              | 4  | 3 | 0 | 1 | 13 | 7  | +6  | 9  | Vòng chung kết      |
| 3  | Hồng Kông             | 4  | 2 | 0 | 2 | 7  | 17 | −10 | 6  |                     |
| 4  | Syria                 | 4  | 1 | 0 | 3 | 5  | 6  | −1  | 3  |                     |
| 5  | Jordan (H)            | 4  | 0 | 0 | 4 | 4  | 12 | −8  | 0  |                     |

| Syria                                                | 3–1      | Jordan           |
| ---------------------------------------------------- | -------- | ---------------- |
| - Al Sarraj 51' - Dinawi 65' - Al-Hariri 75' (ph.đ.) | Chi tiết | - Al-Qasem 90+6' |

| CHDCND Triều Tiên                                                                                        | 8–2      | Hồng Kông                                    |
| --- | -------- | -------------------------------------------- |
| - Pak Kwang-song 3' - Kim Yu-jin 8', 71' - Ri Ro-gwon 13' - Ri Kang-rim 14', 38', 58' - Ri Tae-myong 66' | Chi tiết | - Diêu Tử Lương 19' - Trương Diệu Hiên 90+5' |

| Hồng Kông           | 1–7      | Iran                                                                             |
| ------------------- | -------- | -------------------------------------------------------------------------------- |
| - Diêu Tử Lương 23' | Chi tiết | - Garachchomaghloo 2', 50', 88', 90+2' - Khodadadian 16', 84' - Ahmadimanesh 32' |

| CHDCND Triều Tiên                  | 2–1      | Syria        |
| ---------------------------------- | -------- | ------------ |
| - Kim Tae-guk 68' - Kim Yu-jin 83' | Chi tiết | - Khalaf 71' |

| Jordan                 | 1–2      | Hồng Kông                                   |
| ---------------------- | -------- | ------------------------------------------- |
| - Al-Qasem 34' (ph.đ.) | Chi tiết | - Trương Diệu Hiên 5' - Hoàng Nhật Hiên 17' |

| Iran                | 1–4 | CHDCND Triều Tiên                                                                   |
| ------------------- | --- | ----------------------------------------------------------------------------------- |
| - Khodadadian 90+5' |     | - Ri Kang-rim 22' - Kim Yu-jin 51' - Choe Song-hun 76' (ph.đ.) - Pak Kwang-song 90' |

| Jordan | 0–3 | CHDCND Triều Tiên                                             |
| ------ | --- | ------------------------------------------------------------- |
|        |     | - An Jin-sok 43' - Choe Song-hun 59' (ph.đ.) - Kim Yu-jin 75' |

| Syria | 0–1 | Iran        |
| ----- | --- | ----------- |
|       |     | Alipour 20' |

| Iran                                                                                              | 4–2 | Jordan                    |
| ------------------------------------------------------------------------------------------------- | --- | ------------------------- |
| - Al-Qasem 15' (l.n.) - Kazemirekabdarkolaei 71' - Ghafarifouzi 77' - Aghamohammadi 90+4' (ph.đ.) |     | - Amro 37' - Aburomeh 40' |

| Hồng Kông                                | 2–1 | Syria        |
| ---------------------------------------- | --- | ------------ |
| - Hứa Thiếu Chung 65' - Jeffery Chin 88' |     | - Dinawi 64' |

### Bảng B
- Tất cả các trận đấu được tổ chức tại Campuchia.
- Thời gian được liệt kê là UTC+7.

| VT | Đội           | ST | T | H | B | BT | BB | HS  | Đ  | Giành quyền tham dự |
| -- | ------------- | -- | - | - | - | -- | -- | --- | -- | ------------------- |
| 1  | Afghanistan   | 4  | 4 | 0 | 0 | 23 | 3  | +20 | 12 | Vòng chung kết      |
| 2  | Philippines   | 4  | 2 | 0 | 2 | 9  | 9  | 0   | 6  |                     |
| 3  | Bangladesh    | 4  | 2 | 0 | 2 | 10 | 4  | +6  | 6  |                     |
| 4  | Campuchia (H) | 4  | 2 | 0 | 2 | 3  | 5  | −2  | 6  |                     |
| 5  | Ma Cao        | 4  | 0 | 0 | 4 | 0  | 24 | −24 | 0  |                     |

1. 1 2 3  Điểm đối đầu: Philippines 3, Bangladesh 3, Campuchia 3. Hiệu số bàn thắng bại đối đầu: Philippines +1, Bangladesh 0, Cambodia –1

| Ma Cao | 0–7      | Philippines |
| ------ | -------- | --- |
|        | Chi tiết | - Omitade 34' - Steen 37' (ph.đ.) - Moutzouris 43' (ph.đ.) - Webster 55' - Moleje 79' - Abrenica 85' - Amann 86' |

| Campuchia        | 1–0      | Bangladesh |
| ---------------- | -------- | ---------- |
| - Thach Daro 85' | Chi tiết |            |

| Philippines | 0–8      | Afghanistan                                                                                         |
| ----------- | -------- | --------------------------------------------------------------------------------------------------- |
|             | Chi tiết | - Shirzai 6', 40' - Ahmadi 57', 67' - Safi 63' - Mahbobi 74' - Ibrahimi 81' - Sarwari 90+3' (ph.đ.) |

| Ma Cao | 0–1      | Campuchia    |
| ------ | -------- | ------------ |
|        | Chi tiết | Pimakara 16' |

| Afghanistan | 9–0      | Ma Cao |
| --- | -------- | ------ |
| - Nowrozi 7' - Shirzai 28', 56' - Ahmadi 49' - Sarwari 54' - Mohammadi 60' - Mahbobi 79' - Raziqi 90' - Safi 90+3' | Chi tiết |        |

| Bangladesh   | 1–0      | Philippines |
| ------------ | -------- | ----------- |
| - Shofiq 18' | Chi tiết |             |

| Bangladesh                                                               | 7–0      | Ma Cao |
| ------------------------------------------------------------------------ | -------- | ------ |
| - Faysal 40', 74', 81', 83' - Manik 65' - Kazi 71' - Tang Tin 73' (l.n.) | Chi tiết |        |

| Campuchia          | 1–3 | Afghanistan                             |
| ------------------ | --- | --------------------------------------- |
| - Sakakibara 90+5' |     | - Safi 45' - Shirzai 73' - Ahmadi 90+1' |

| Afghanistan                         | 3–2      | Bangladesh                 |
| ----------------------------------- | -------- | -------------------------- |
| - Safi 30' - Noori 62' - Ahmadi 69' | Chi tiết | - Chowdhury 6' - Ali 45+1' |

| Philippines       | 2–0 | Campuchia |
| ----------------- | --- | --------- |
| - Webster 4', 43' |     |           |

### Bảng C
- Tất cả các trận đấu được tổ chức tại Trung Quốc.
- Thời gian được liệt kê là UTC+8.

| VT | Đội            | ST | T | H | B | BT | BB | HS  | Đ  | Giành quyền tham dự |
| -- | -------------- | -- | - | - | - | -- | -- | --- | -- | ------------------- |
| 1  | Hàn Quốc       | 4  | 3 | 1 | 0 | 22 | 2  | +20 | 10 | Vòng chung kết      |
| 2  | Trung Quốc (H) | 4  | 3 | 1 | 0 | 19 | 2  | +17 | 10 | Vòng chung kết      |
| 3  | Bahrain        | 4  | 2 | 0 | 2 | 2  | 4  | −2  | 6  |                     |
| 4  | Bhutan         | 4  | 0 | 1 | 3 | 2  | 14 | −12 | 1  |                     |
| 5  | Maldives       | 4  | 0 | 1 | 3 | 2  | 25 | −23 | 1  |                     |

| Maldives                 | 2–2      | Bhutan                 |
| ------------------------ | -------- | ---------------------- |
| - Imran 70', 81' (ph.đ.) | Chi tiết | - Lama 50' - Yezer 62' |

| Bahrain | 0–2      | Trung Quốc                                  |
| ------- | -------- | ------------------------------------------- |
|         | Chi tiết | - Hebibilla Nurhaji 2' - Biện Ngọc Lang 60' |

| Maldives | 0–1      | Bahrain   |
| -------- | -------- | --------- |
|          | Chi tiết | Ayash 83' |

| Bhutan | 0–5      | Hàn Quốc                                                                                |
| ------ | -------- | --------------------------------------------------------------------------------------- |
|        | Chi tiết | - Lee Su-yoon 8' - Lee Sang-yeon 15' (ph.đ.) - Jun Min-seung 21' (ph.đ.) - Oh Haram 35' |

| Trung Quốc                                                                               | 6–0      | Bhutan |
| ---------------------------------------------------------------------------------------- | -------- | ------ |
| - Ngụy Tường Tân 34' - Hebibilla 47', 60' - Lý Tường 49', 90+5' - Dương Cường Đông 90+4' | Chi tiết |        |

| Hàn Quốc | 13–0     | Maldives |
| --- | -------- | -------- |
| - Jun Min-seong 26' - Lee Ji-ho 28' - Kim Eun-seong 34' - Kim Ji-sung 35', 43', 67' - Kim Min-chan 48' - Lim Ye-chan 72', 84' - Lee Sang-yeon 82' - Park Byeong-chan 87', 90+1', 90+5' | Chi tiết |          |

| Trung Quốc | 9–0 | Maldives |
| --- | --- | -------- |
| - Dương Cường Đông 6', 25', 67' - Uẩn Chiếm Lâm 47' - Trương Thành Thụy 64' - Bunyamin 66' - Ngụy Tường Tân 77', 80' - Biện Ngọc Lang 86' |     |          |

| Bahrain | 0–2 | Hàn Quốc                                  |
| ------- | --- | ----------------------------------------- |
|         |     | - Lee Su-yoon 36' (ph.đ.) - Lee Ji-ho 90' |

| Bhutan | 0–1      | Bahrain              |
| ------ | -------- | -------------------- |
|        | Chi tiết | - Bassam 51' (ph.đ.) |

| Hàn Quốc                                   | 2–2 | Trung Quốc                                      |
| ------------------------------------------ | --- | ----------------------------------------------- |
| - Jun Min-seong 8' - Lee Ji-ho 87' (ph.đ.) |     | - Diêu Tuấn Vũ 44' - Ngụy Tường Tân 66' (ph.đ.) |

### Bảng D
- Tất cả các trận đấu được tổ chức tại Thái Lan.
- Thời gian được liệt kê là UTC+7.

| VT | Đội          | ST | T | H | B | BT | BB | HS  | Đ | Giành quyền tham dự |
| -- | ------------ | -- | - | - | - | -- | -- | --- | - | ------------------- |
| 1  | Thái Lan (H) | 3  | 3 | 0 | 0 | 24 | 2  | +22 | 9 | Vòng chung kết      |
| 2  | Ấn Độ        | 3  | 2 | 0 | 1 | 16 | 3  | +13 | 6 |                     |
| 3  | Turkmenistan | 3  | 1 | 0 | 2 | 10 | 3  | +7  | 3 |                     |
| 4  | Brunei       | 3  | 0 | 0 | 3 | 0  | 42 | −42 | 0 |                     |

| Ấn Độ | 13–0     | Brunei |
| --- | -------- | ------ |
| - Yadav 8', 29', 52' - Arbash 24' (ph.đ.) - Lairenjam 38' - Kaif 42' - Mate 64' - Malngiang 74' - Lunkim 82' - A. Shah 84' - Sami 86' - Sharma 88' - Usham 90+4' | Chi tiết |        |

| Thái Lan                      | 2–0      | Turkmenistan |
| ----------------------------- | -------- | ------------ |
| - Sorakrit 57' - Siwakorn 88' | Chi tiết |              |

| Turkmenistan | 0–1 | Ấn Độ             |
| ------------ | --- | ----------------- |
|              |     | - Rishi Singh 44' |

| Brunei | 0–19 | Thái Lan |
| ------ | ---- | --- |
|        |      | - Thatsataporn 11' - Pirada 12', 29', 48', 52' - Phanuphong 20', 38', 47' - Chatchawat 30' - Thitinai 40', 49' - Sorawit 58', 89' - Jompon 70', 80', 90+2' - Kittiphop 71', 77', 86' |

| Brunei | 0–10     | Turkmenistan                                                                                  |
| ------ | -------- | --------------------------------------------------------------------------------------------- |
|        | Chi tiết | - Gowşudow 18', 33', 38', 51', 67', 74' - Meredow 39' - Wepaýew 53', 90+3' - Oräzdurdyýew 59' |

| Thái Lan                          | 3–2 | Ấn Độ                          |
| --------------------------------- | --- | ------------------------------ |
| - Siwakorn 36', 60' - Chaiwat 86' |     | - Mate 34' (ph.đ.) - Yadav 42' |

### Bảng E
- Tất cả các trận đấu được tổ chức tại Đài Loan (Đài Bắc Trung Hoa).
- Thời gian được liệt kê là UTC+8.

| VT | Đội                   | ST | T | H | B | BT | BB | HS | Đ | Giành quyền tham dự |
| -- | --------------------- | -- | - | - | - | -- | -- | -- | - | ------------------- |
| 1  | Uzbekistan            | 3  | 3 | 0 | 0 | 5  | 0  | +5 | 9 | Vòng chung kết      |
| 2  | Iraq                  | 3  | 2 | 0 | 1 | 9  | 1  | +8 | 6 |                     |
| 3  | Palestine             | 3  | 1 | 0 | 2 | 2  | 7  | −5 | 3 |                     |
| 4  | Đài Bắc Trung Hoa (H) | 3  | 0 | 0 | 3 | 0  | 8  | −8 | 0 |                     |

| Uzbekistan                                           | 3–0      | Palestine |
| ---------------------------------------------------- | -------- | --------- |
| - Bakhodirkhonov 11' - Sarsenbaev 47' - Khasanov 90' | Chi tiết |           |

| Iraq                                                                 | 5–0      | Đài Bắc Trung Hoa |
| -------------------------------------------------------------------- | -------- | ----------------- |
| - Al Rubaye 37', 45+2' - M. Al-Saedi 56' - Al-Talebi 77' - Hasan 84' | Chi tiết |                   |

| Palestine | 0–4 | Iraq                                               |
| --------- | --- | -------------------------------------------------- |
|           |     | - Hasan 16', 90+5' - Al-Lami 64' - K. Al-Saedi 90' |

| Đài Bắc Trung Hoa | 0–1 | Uzbekistan         |
| ----------------- | --- | ------------------ |
|                   |     | - Shukurullaev 61' |

| Uzbekistan       | 1–0      | Iraq |
| ---------------- | -------- | ---- |
| - Sarsenbaev 60' | Chi tiết |      |

| Đài Bắc Trung Hoa | 0–2      | Palestine             |
| ----------------- | -------- | --------------------- |
|                   | Chi tiết | - Abudeiab 54', 90+4' |

### Bảng F
- Tất cả các trận đấu được tổ chức tại Qatar.
- Thời gian được liệt kê là UTC+3.

| VT | Đội       | ST | T | H | B | BT | BB | HS  | Đ | Giành quyền tham dự |
| -- | --------- | -- | - | - | - | -- | -- | --- | - | ------------------- |
| 1  | Nhật Bản  | 3  | 3 | 0 | 0 | 21 | 2  | +19 | 9 | Vòng chung kết      |
| 2  | Qatar (H) | 3  | 2 | 0 | 1 | 7  | 5  | +2  | 6 |                     |
| 3  | Mông Cổ   | 3  | 1 | 0 | 2 | 1  | 9  | −8  | 3 |                     |
| 4  | Nepal     | 3  | 0 | 0 | 3 | 2  | 15 | −13 | 0 |                     |

| Qatar           | 2–0      | Mông Cổ |
| --------------- | -------- | ------- |
| Faisal 18', 84' | Chi tiết |         |

| Nhật Bản                                                                   | 9–2      | Nepal                    |
| -------------------------------------------------------------------------- | -------- | ------------------------ |
| - Tani 17', 38', 43', 61' - Asada 19', 45+2', 64' - Kasai 73' - Chonan 77' | Chi tiết | - Kumar 12' - Khadka 88' |

| Nepal | 0–5 | Qatar                                                       |
| ----- | --- | ----------------------------------------------------------- |
|       |     | - Hani Mohamed 21' - Faisal 45', 56', 82' - Al-Marzouqi 86' |

| Mông Cổ | 0–7 | Nhật Bản                                                                           |
| ------- | --- | ---------------------------------------------------------------------------------- |
|         |     | - Kawabata 10', 47' - Baasanjav 41' (l.n.) - Kasai 56' - Asada 74', 88' - Tani 84' |

| Mông Cổ     | 1–0 | Nepal |
| ----------- | --- | ----- |
| - Soyol 78' |     |       |

| Nhật Bản                                                               | 5–0 | Qatar |
| ---------------------------------------------------------------------- | --- | ----- |
| - Imai 17' - Tani 51' - Hassanein 57' (l.n.) - Seguchi 72' - Asada 87' |     |       |

### Bảng G
- Tất cả các trận đấu được tổ chức tại Kuwait.
- Thời gian được liệt kê là UTC+3.

| VT | Đội                  | ST | T | H | B | BT | BB | HS  | Đ | Giành quyền tham dự |
| -- | -------------------- | -- | - | - | - | -- | -- | --- | - | ------------------- |
| 1  | Úc                   | 3  | 2 | 1 | 0 | 22 | 1  | +21 | 7 | Vòng chung kết      |
| 2  | Indonesia            | 3  | 2 | 1 | 0 | 11 | 0  | +11 | 7 | Vòng chung kết      |
| 3  | Kuwait (H)           | 3  | 1 | 0 | 2 | 10 | 4  | +6  | 3 |                     |
| 4  | Quần đảo Bắc Mariana | 3  | 0 | 0 | 3 | 0  | 38 | −38 | 0 |                     |

| Indonesia  | 1–0 | Kuwait |
| ---------- | --- | ------ |
| - Baker 8' |     |        |

| Úc | 19–0 | Quần đảo Bắc Mariana |
| --- | ---- | -------------------- |
| - Tatu 4', 17' - Garbowski 11', 31' - MacNicol 18', 24', 70' - Didulica 25', 26', 38', 45+1', 58' - Anastasio 35', 49', 83' - Alfaro 37' - Maltz 60' - Naylor 69', 84' |      |                      |

| Quần đảo Bắc Mariana | 0–10     | Indonesia |
| -------------------- | -------- | --- |
|                      | Chi tiết | - Gholy 1', 9' - Aldyansyah 15', 24' - Evandra 21' - Gelgel 23', 42' - Ida Bagus 69' - Daniel 87' - Alberto 90+2' |

| Kuwait             | 1–3      | Úc                                       |
| ------------------ | -------- | ---------------------------------------- |
| - Al-Suwaidi 90+7' | Chi tiết | - Tatu 21' - Parkin 85' - MacNicol 90+5' |

| Úc | 0–0 | Indonesia |
| -- | --- | --------- |
|    |     |           |

| Kuwait                                                                                            | 9–0 | Quần đảo Bắc Mariana |
| ------------------------------------------------------------------------------------------------- | --- | -------------------- |
| - Al-Qarzaei 8', 30', 40', 71' - Al-Dawood 32', 79' - Al-Suwaidi 39' - Al-Ajmi 58' - Mesyer 90+2' |     |                      |

### Bảng H
- Tất cả các trận đấu được tổ chức tại Lào.
- Thời gian được liệt kê là UTC+7.

| VT | Đội      | ST | T | H | B | BT | BB | HS | Đ | Giành quyền tham dự |
| -- | -------- | -- | - | - | - | -- | -- | -- | - | ------------------- |
| 1  | UAE      | 2  | 2 | 0 | 0 | 7  | 2  | +5 | 6 | Vòng chung kết      |
| 2  | Malaysia | 2  | 0 | 1 | 1 | 2  | 4  | −2 | 1 |                     |
| 3  | Lào (H)  | 2  | 0 | 1 | 1 | 4  | 7  | −3 | 1 |                     |
| 4  | Liban    | 0  | 0 | 0 | 0 | 0  | 0  | 0  | 0 | Rút lui             |

1. ↑  Liban đã rút lui vào ngày 16 tháng 10 năm 2024 do lo ngại phát sinh từ cuộc xung đột đang diễn ra giữa Israel và Lebanon.

| UAE                          | 2–0      | Malaysia |
| ---------------------------- | -------- | -------- |
| - Khamis 7' - Al-Marar 45+1' | Chi tiết |          |

| Lào                       | 2–5      | UAE                                                                            |
| ------------------------- | -------- | ------------------------------------------------------------------------------ |
| - Phayak 51', 56' (ph.đ.) | Chi tiết | - Khamis 12' - Al-Breiki 29' - Al-Marar 52' - Al-Suwaidi 89' - Ki 90+2' (l.n.) |

| Malaysia                  | 2–2      | Lào                                  |
| ------------------------- | -------- | ------------------------------------ |
| - Arayyan 11' - Naqif 66' | Chi tiết | - Palindeth 21' - Phayak 33' (ph.đ.) |

### Bảng I
- Tất cả các trận đấu được tổ chức tại Việt Nam.
- Thời gian được liệt kê là UTC+7.

| VT | Đội          | ST | T | H | B | BT | BB | HS | Đ | Giành quyền tham dự |
| -- | ------------ | -- | - | - | - | -- | -- | -- | - | ------------------- |
| 1  | Yemen        | 3  | 2 | 1 | 0 | 10 | 4  | +6 | 7 | Vòng chung kết      |
| 2  | Việt Nam (H) | 3  | 1 | 2 | 0 | 3  | 1  | +2 | 5 | Vòng chung kết      |
| 3  | Myanmar      | 3  | 1 | 0 | 2 | 3  | 9  | −6 | 3 |                     |
| 4  | Kyrgyzstan   | 3  | 0 | 1 | 2 | 3  | 5  | −2 | 1 |                     |

| Yemen                                                                 | 6–1      | Myanmar              |
| --------------------------------------------------------------------- | -------- | -------------------- |
| - Al-Garash 5', 59' - Al-Sakkaf 12' - Abdulatef 64' - Mohyam 47', 76' | Chi tiết | - Thura Min Than 70' |

| Việt Nam | 0–0      | Kyrgyzstan |
| -------- | -------- | ---------- |
|          | Chi tiết |            |

| Kyrgyzstan              | 2–3      | Yemen                                                |
| ----------------------- | -------- | ---------------------------------------------------- |
| - Kanatov 19' - Khe 39' | Chi tiết | - Al-Garash 23' (ph.đ.), 71' (ph.đ.) - Abdulatef 48' |

| Myanmar | 0–2      | Việt Nam                                  |
| ------- | -------- | ----------------------------------------- |
|         | Chi tiết | - Nguyễn Văn Dương 69' - Trần Gia Bảo 89' |

| Kyrgyzstan   | 1–2      | Myanmar                                          |
| ------------ | -------- | ------------------------------------------------ |
| - Isakov 16' | Chi tiết | - Khamidulloev 86' (l.n.) - Aung Pyae Phyo 90+2' |

| Yemen           | 1–1 | Việt Nam              |
| --------------- | --- | --------------------- |
| - Abdulatef 12' |     | - Lê Huy Việt Anh 30' |

### Bảng J
- Tất cả các trận đấu được tổ chức tại Singapore.
- Thời gian được liệt kê là UTC+8.

| VT | Đội           | ST | T | H | B | BT | BB | HS  | Đ | Giành quyền tham dự |
| -- | ------------- | -- | - | - | - | -- | -- | --- | - | ------------------- |
| 1  | Tajikistan    | 3  | 3 | 0 | 0 | 38 | 1  | +37 | 9 | Vòng chung kết      |
| 2  | Oman          | 3  | 2 | 0 | 1 | 23 | 2  | +21 | 6 | Vòng chung kết      |
| 3  | Singapore (H) | 3  | 1 | 0 | 2 | 15 | 8  | +7  | 3 |                     |
| 4  | Guam          | 3  | 0 | 0 | 3 | 0  | 65 | −65 | 0 |                     |

| Tajikistan | 33–0     | Guam |
| --- | -------- | ---- |
| - Khudoidodov 2', 25' - Nazriev 5', 12', 22', 38', 49', 50', 55', 58', 66', 67' - Nazriev (t.tục.) 73', 76', 82', 83' - Ashuralizoda 6', 10', 30', 38', 45+1', 52' - Jafoev 20', 23', 32' - Melikmurodov 35' - Bobonanazarov 41', 42' - Rozykov 62' - Makhtumov 63', 77' - Mirahmadov 70' - Maksudov 72' | Chi tiết |      |

| Oman                                                                 | 5–0      | Singapore |
| -------------------------------------------------------------------- | -------- | --------- |
| - Al-'Amrani 20' (ph.đ.), 72' - Al-Ma'mari 55', 88' - Al-Kharusi 68' | Chi tiết |           |

| Guam | 0–18 | Oman |
| ---- | ---- | --- |
|      |      | - Al-Azki 8', 41', 78' - Al-Abdulsalam 18', 45+1' - Al-Rashdi 20', 23', 39', 49' - Al-Kharusi 26' - Shajana 53', 62', 83', 86' - Al-Baraidai 56' - Al-Balushi 71' - Al-Sa'di 82', 90+2' |

| Singapore     | 1–3 | Tajikistan                               |
| ------------- | --- | ---------------------------------------- |
| - Shafrel 82' |     | - Khudoidodov 5' - Ashuralizoda 62', 86' |

| Tajikistan         | 2–0      | Oman |
| ------------------ | -------- | ---- |
| - Nazriev 70', 82' | Chi tiết |      |

| Singapore | 14–0 | Guam |
| --- | ---- | ---- |
| - Erdy 22', 41' - Helmi 24', 39', 90' - Eziakor 32', 42', 49', 53' - Andy 52', 76' - Raihan 68', 80' - Ahmad 75' |      |      |

## Bảng xếp hạng các đội nhì bảng đấu
Do các bảng đấu có số đội khác nhau và sau sự rút lui của Liban ở bảng H gồm 4 đội, kết quả đối đầu với các đội đứng thứ tư và thứ năm trong các bảng sẽ không được xét để xếp hạng ở bảng này.
| VT | Bg | Đội         | ST | T | H | B | BT | BB | HS | Đ | Giành quyền tham dự |
| -- | -- | ----------- | -- | - | - | - | -- | -- | -- | - | ------------------- |
| 1  | C  | Trung Quốc  | 2  | 1 | 1 | 0 | 4  | 2  | +2 | 4 | Vòng chung kết      |
| 2  | I  | Việt Nam    | 2  | 1 | 1 | 0 | 3  | 1  | +2 | 4 | Vòng chung kết      |
| 3  | G  | Indonesia   | 2  | 1 | 1 | 0 | 1  | 0  | +1 | 4 | Vòng chung kết      |
| 4  | A  | Iran        | 2  | 1 | 0 | 1 | 8  | 5  | +3 | 3 | Vòng chung kết      |
| 5  | J  | Oman        | 2  | 1 | 0 | 1 | 5  | 2  | +3 | 3 | Vòng chung kết      |
| 6  | E  | Iraq        | 2  | 1 | 0 | 1 | 4  | 1  | +3 | 3 |                     |
| 7  | D  | Ấn Độ       | 2  | 1 | 0 | 1 | 3  | 3  | 0  | 3 |                     |
| 8  | F  | Qatar       | 2  | 1 | 0 | 1 | 2  | 5  | −3 | 3 |                     |
| 9  | H  | Malaysia    | 2  | 0 | 1 | 1 | 2  | 4  | −2 | 1 |                     |
| 10 | B  | Philippines | 2  | 0 | 0 | 2 | 0  | 9  | −9 | 0 |                     |

## Các đội tuyển vượt qua vòng loại
Dưới đây là các đội tuyển đã vượt qua vòng loại để thi đấu tại vòng chung kết Cúp bóng đá U-17 châu Á 2025.
| Đội tuyển         | Tư cách vượt qua vòng loại       | Số lần tham dự trước đây | Thành tích tốt nhất              |
| ----------------- | -------------------------------- | ------------------------ | -------------------------------- |
| Ả Rập Xê Út       | Chủ nhà                          | 12 lần                   | Vô địch (1985, 1988)             |
| CHDCND Triều Tiên | Nhất Bảng A                      | 12 lần                   | Vô địch (2010, 2014)             |
| Afghanistan       | Nhất Bảng B                      | 3 lần                    | Vòng bảng (2018, 2023)           |
| Hàn Quốc          | Nhất Bảng C                      | 16 lần                   | Vô địch (1986, 2002)             |
| Thái Lan          | Nhất Bảng D                      | 13 lần                   | Vô địch (1998)                   |
| Uzbekistan        | Nhất Bảng E                      | 11 lần                   | Vô địch (2012)                   |
| Nhật Bản          | Nhất Bảng F                      | 17 lần                   | Vô địch (1994, 2006, 2018, 2023) |
| Úc                | Nhất Bảng G                      | 8 lần                    | Bán kết (2010, 2014, 2018)       |
| UAE               | Nhất Bảng H                      | 8 lần                    | Á quân (1990)                    |
| Yemen             | Nhất Bảng I                      | 8 lần                    | Á quân (2002)                    |
| Tajikistan        | Nhất Bảng J                      | 5 lần                    | Á quân (2018)                    |
| Trung Quốc        | Đội nhì bảng xuất sắc đứng thứ 1 | 16 lần                   | Vô địch (1992, 2004)             |
| Việt Nam          | Đội nhì bảng xuất sắc đứng thứ 2 | 9 lần                    | Hạng tư (2000)                   |
| Indonesia         | Đội nhì bảng xuất sắc đứng thứ 3 | 7 lần                    | Hạng tư (1990)                   |
| Iran              | Đội nhì bảng xuất sắc đứng thứ 4 | 13 lần                   | Vô địch (2008)                   |
| Oman              | Đội nhì bảng xuất sắc đứng thứ 5 | 11 lần                   | Vô địch (1996, 2000)             |

## Cầu thủ ghi bàn
Đã có 386 bàn thắng ghi được trong 69 trận đấu, trung bình 5.59 bàn thắng mỗi trận đấu.
16 bàn thắng
- Muhammadjon Nazriev

8 bàn thắng
- Nazrullo Ashuralizoda

6 bàn thắng
- Hiroto Asada
- Daichi Tani
- Suleýmannazar Gowşudow

5 bàn thắng
- Arash Ahmadi
- Mohammad Shirzai
- Anthony Didulica
- Kim Yu-jin
- Zaid Faisal

4 bàn thắng
- Yaser Safi
- Quinn MacNicol
- Nazmul Huda Faysal
- Ngụy Tường Tân
- Dương Cường Đông
- Vishal Yadav
- Omid Garachchomaghloo
- Abdullah Al-Qarzaei
- Ri Kang-rim
- Al-Walid Al-Rashdi
- Qais Shajana
- Uchenna Eziakor
- Jun Min-seong
- Pirada Larsawat
- Mohammed Wahib Al-Garash

3 bàn thắng
- Max Anastasio
- Amlani Tatu
- Erfan Khodadadian
- Ameer Falah Hasan
- Phayak Siphanom
- Waqas Al-Azki
- Spencer Webster
- Helmi bin Shahrol
- Kim Ji-sung
- Lee Ji-ho
- Park Byeong-chan
- Umed Jafoev
- Haidarsho Khudoidodov
- Kittiphop Chephankhung
- Jompon Honboonma
- Siwakorn Ponsan
- Phanuphong Wan-on
- Karem Hamdi Abdulatef

2 bàn thắng
- Nawid Mahbobi
- Sahil Sarwari
- Alexander Garbowski
- Max Naylor
- Biện Ngọc Lang
- Lý Tường
- Hebibilla Nurhaji
- Trương Diệu Hiên
- Diêu Tử Lương
- Ngamgouhou Mate
- Aldyansyah Taher
- Komang Gelgel
- Zahaby Gholy
- Zainulabdeen Al Rubaye
- Mibuki Kasai
- Hyoei Kawabata
- Kazrg Al-Qasem
- Fawaz Al-Dawood
- Abdulrahman Al-Suwaidi
- Mohamed Ilan Imran
- Choe Song-hun
- Pak Kwang-song
- Al-Walid Al-Abdulsalam
- Ahmed Al-'Amrani
- Sulaiman Al-Kharusi
- Osama Al-Ma'mari
- Firas Al-Sa'di
- Aseeb Abudeiab
- Andy Reefqy
- Erdy Thaqib
- Raihan bin Rafiq
- Lee Sang-yeon
- Lee Su-yoon
- Lim Ye-chan
- Abdulrahman Dinawi
- Asadbek Makhtumov
- Parviz Bobonanazarov
- Thitinai Jongketkorn
- Sorawit Srilang
- Arslan Wepaýew
- Mayed Adel Khamis
- Mohammed Buti Al-Marar
- Nurbek Sarsenbaev
- Ahmed Abdullah Mohyam

1 bàn thắng
- Mohammad Ibrahimi
- Nasir Ahmad Mohammadi
- Milad Noori
- Mohammad Nowrozi
- Mohammad Waris Raziqi
- Nickolas Alfaro
- Jay Maltz
- Charlie Parkin
- Ebrahim Ahmed Ayash
- Abdulrahman Bassam
- Mursed Ali
- Md Manik
- Md Rifat Kazi
- Mohammad Shofiq Rahman
- Sayon Lama
- Thinley Yezer
- Rintaro Sakakibara
- Thach Daro
- Pimakara Pov
- Bunyamin Abdulsalam
- Uẩn Chiếm Lâm
- Diêu Tuấn Vũ
- Trương Thành Thụy
- Hoàng Nhật Hiên
- Jeffery Chin
- Hứa Thiếu Chung
- Md Arbash
- Mohammed Kaif
- Azlaan Shah KH
- Bharat Lairenjam
- Hemneichung Lunkim
- Manbhakupar Malngiang
- Ningthoukhongjam Rishi Singh
- Mahmad Sami
- Sumit Sharma
- Usham Thougamba Singh
- Fadly Alberto
- Mathew Baker
- Daniel Alfrido
- Evandra Florasta
- Ida Bagus Cahya
- Mehrdad Aghamohammadi
- Iliya Ahmadimanesh
- Mahan Alipour
- Salman Ghafarifouzi
- Abolfazl Kazemirekabdarkolaei
- Ali Al-Lami
- Karrar Al-Saedi
- Murtadha Al-Saedi
- Hayder Al-Talebi
- Kaiji Chonan
- Kosuke Imai
- Taiga Seguchi
- Mohammad Aburomeh
- Noureldeen Amro
- Mubarak Al-Ajmi
- Ahmed Mesyer
- Amantur Isakov
- Kairat Kanatov
- Innan Khe
- Palindeth Phettakounh
- Arayyan Hakeem
- Naqif Firhad
- Odkhuu Soyol
- Aung Pyae Phyo
- Thura Min Than
- Bigyan Khadka
- Sabin Kumar
- An Jin-sok
- Kim Tae-guk
- Ri Ro-gwon
- Ri Tae-myong
- Al-Yazan Al-Balushi
- Al-Walid Al-Baraidai
- Sambher Abrenica
- Luke Amann
- Joshua Moleje
- Anthony Moutzouris
- Edvard Omitade
- Matthew Steen
- Omar Al-Marzouqi
- Yazan Hani Mohamed
- Ahmad Martin
- Shafrel bin Shahrul Nizam
- Kim Eun-seong
- Kim Min-chan
- Oh Ha-ram
- Bashar Al-Hariri
- Ahmad Khalaf
- Abdulrahman Al Sarraj
- David Maksudov
- Abdusamad Melikmurodov
- Muhammadjon Mirahmadov
- Mehrojidin Rozykov
- Sorakrit Kaewsri
- Chaiwat Ngernma
- Thatasaporn Phuengkuson
- Chatchawat Sahanunchaichid
- Hudaýnazar Meredow
- Weýsgeldi Oräzdurdyýew
- Faisal Al-Breiki
- Suhail Al-Suwaidi
- Muminkhon Bakhodirkhonov
- Sadriddin Khasanov
- Abubakir Shukurullaev
- Lê Huy Việt Anh
- Nguyễn Văn Dương
- Trần Gia Bảo
- Esam Obaid Al-Sakkaf

1 bàn phản lưới nhà
- Kazrg Al-Qasem (trong trận gặp Iran)
- Mukhammadier Khamidulloev (trong trận gặp Myanmar)
- Ki Mounkanyah (trong trận gặp UAE)
- Tang Tin (trong trận gặp Bangladesh)
- Batmend Baasanjav (trong trận gặp Nhật Bản)
- Seifeldin Hassanein (trong trận gặp Nhật Bản)